# Cassette audio
Pour les articles homonymes, voir Cassette et K7.
La cassette audio, Compact Cassette selon sa désignation officielle, appelée encore minicassette ou musicassette — couramment abrégé en français par l'allographe K7 — est un support d'enregistrement magnétique inventé par Lou Ottens, breveté et mis sur le marché en 1963 par Philips après plusieurs années de recherche et de développement. Elle contient deux bobines autour desquelles s'enroule une bande magnétique. Elle permet d'enregistrer et de diffuser tout type de son. Elle s'utilise avec un magnétophone spécialement conçu appelé « magnétocassette » ou « magnétophone à cassette ». Cet élément peut être intégré dans un appareil plus complexe comme un radiocassette, un combiné autoradio ou une chaîne haute-fidélité.

## Principe

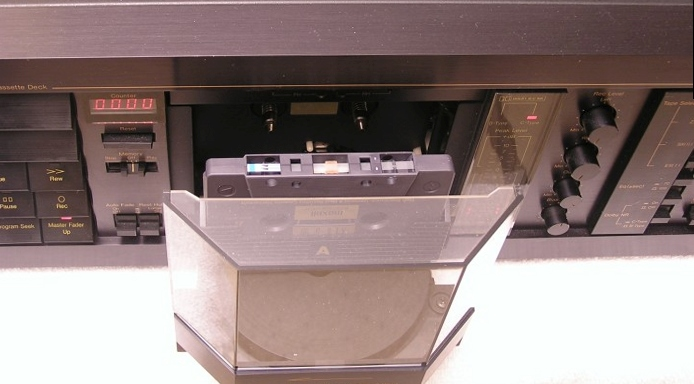
Lecteur-enregistreur à cassettes haut de gamme Nakamichi, avec système de retournement physique de la cassette pour une lecture automatique des deux côtés.

Quatre canaux (pistes) sont écrits en parallèle sur la bande. Deux sont enregistrés lorsque la bande se trouve sur un côté dans l'enregistreur et deux autres lorsqu'elle est retournée.
Certains lecteurs de cassette peuvent lire successivement les deux côtés de la cassette sans nécessiter que l'utilisateur retourne la cassette manuellement : on parle alors, selon un terme d'origine anglaise, d'« auto-reverse ». Généralement, cela est possible grâce à une tête de lecture double ou pivotante, et par l'inversion du sens de défilement de la bande, mais certains lecteurs retournent réellement la cassette.

## Historique
C'est le Néerlandais Lou Ottens (1926-2021), directeur de Philips Audio, qui dirigea la création de la cassette compacte et du magnétophone à cassette en 1963 dans la filiale belge de l'entreprise, à Hasselt.
La cassette connaît un très grand succès et constitue la norme d'enregistrement audio domestique jusqu'à l'apparition des disques compacts enregistrables. Elle supplante en deux décennies le format américain de la cartouche audio à quatre ou huit pistes qui s'est bien développé sur le marché national, tant dans les chaînes hifi que les autoradios.

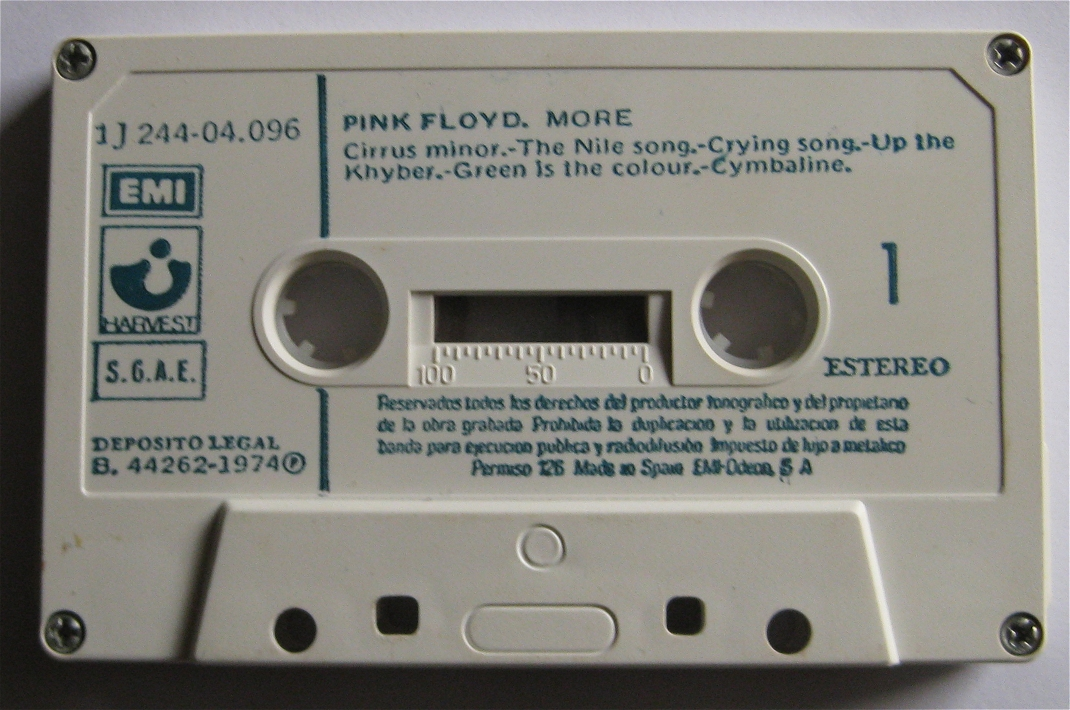
Musicassette de More du groupe Pink Floyd, commercialisée par EMI.

Jusqu'à 1983 et l'apparition du disque compact audio, les enregistrements commerciaux ont été diffusés sous forme de disques microsillon et de cassettes dites musicassettes. Les premières musicassettes ont été mises sur le marché par Philips Records en 1965. La musicassette a perduré bien au-delà de l'apparition du CD, en particulier aux États-Unis. À partir de 1983, les ventes de musicassettes ont largement dépassé celles des disques analogiques 33 tours vinyles, car les appareils portables et l'autoradio offraient à la cassette des domaines d'utilisation privilégiés. La cassette fut aussi à la base du succès mondial du Walkman (baladeur), le lecteur de cassette ultra-portable commercialisé en 1979 par Sony.
Alors que la cassette audio était déjà en perte de vitesse depuis la commercialisation du CD audio, la grande popularité des baladeurs numériques depuis le début des années 2000 lui fait perdre un des derniers marchés où elle conservait un avantage sur le CD : les appareils portatifs soumis à des chocs ou vibrations (pour les sports tels que le jogging).
Vers le milieu des années 2000, à l'instar des VHS, on ne trouve plus en vente que des cassettes audio vierges, entre autres pour les personnes ayant encore dans leur voiture des auto-radios avec lecteur de cassettes et également pour enregistrer des extraits radio, cela étant impossible avec un CD ou sans ordinateur (pour les podcasts).
Il reste aussi, tout comme pour le disque analogique 33 tours vinyle, des passionnés audiophiles utilisant encore ce support du fait qu'il est analogique. Des appareils haut de gamme sont capables de délivrer une restitution sonore d'excellente qualité.
Fin 2010, reviennent à nouveau en vente des lecteurs de cassettes sur matériel audio grand public (exemples : postes radio CD MP3 cassettes portables, nouvelles platines K7),. Fait surprenant, de plus en plus de gens utilisent de nouveau ce support afin d'y enregistrer leurs albums, comme cela se faisait dans les années 1970 et 80. Il s'agit toutefois d'un phénomène marginal.
Bien que le CD ait supplanté la cassette audio, on peut encore en trouver des exemplaires vierges à un coût très raisonnable dans beaucoup d'enseignes.
Début 2013, certains artistes comme les groupes Archive et Daft Punk souhaitent ressortir leurs albums dans ce format. Le groupe français Daft Punk a édité son dernier album Random Access Memories en cassette, mais seulement pour sa promotion.
De plus, de nombreux albums originaux parus avant 1992 ne sont pas sortis sur CD et ne sont donc disponibles qu'en format LP 33 tours, 45 tours ou cassette.

## Types

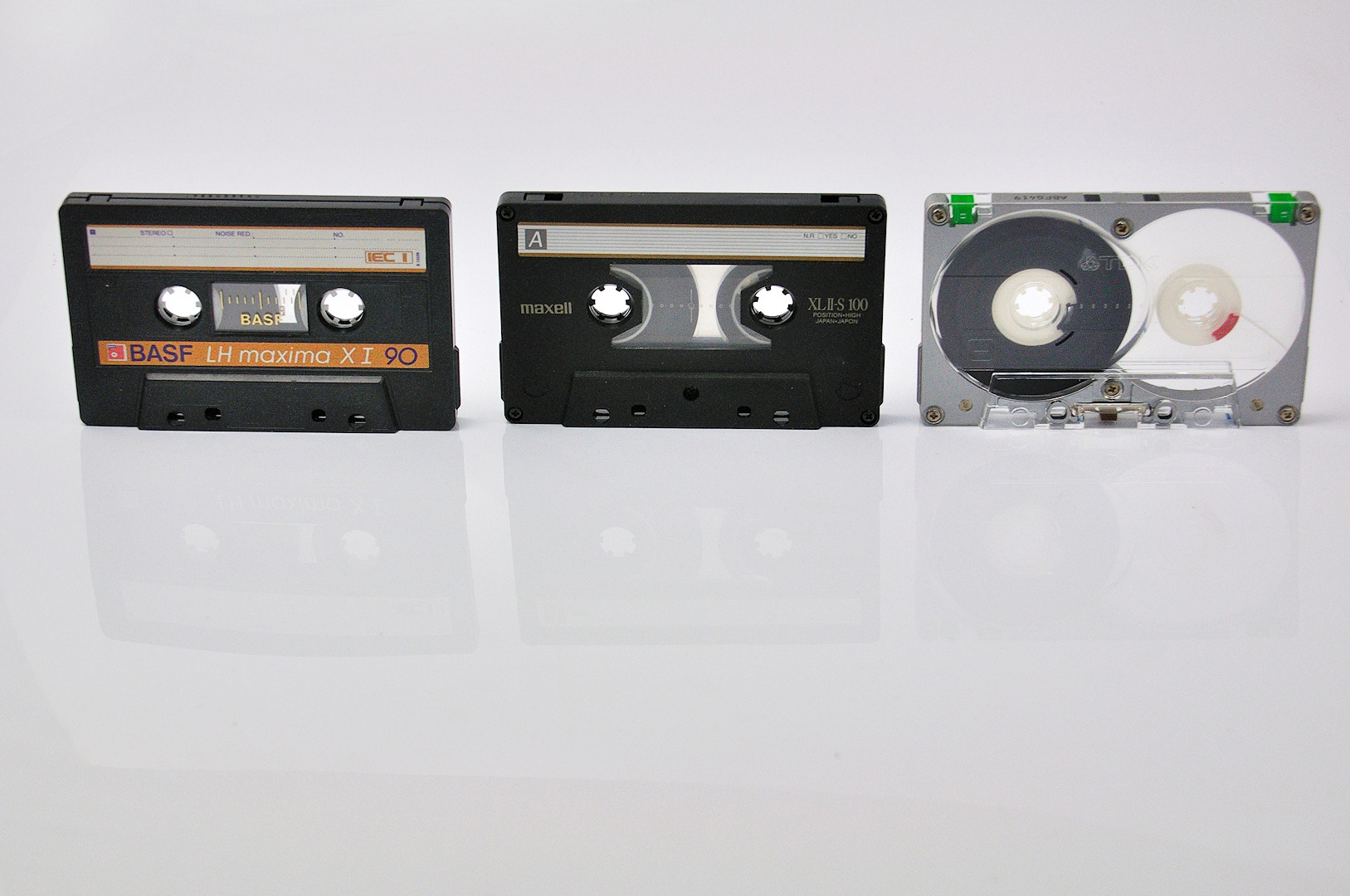
Cassettes types IEC I, II, et IV.

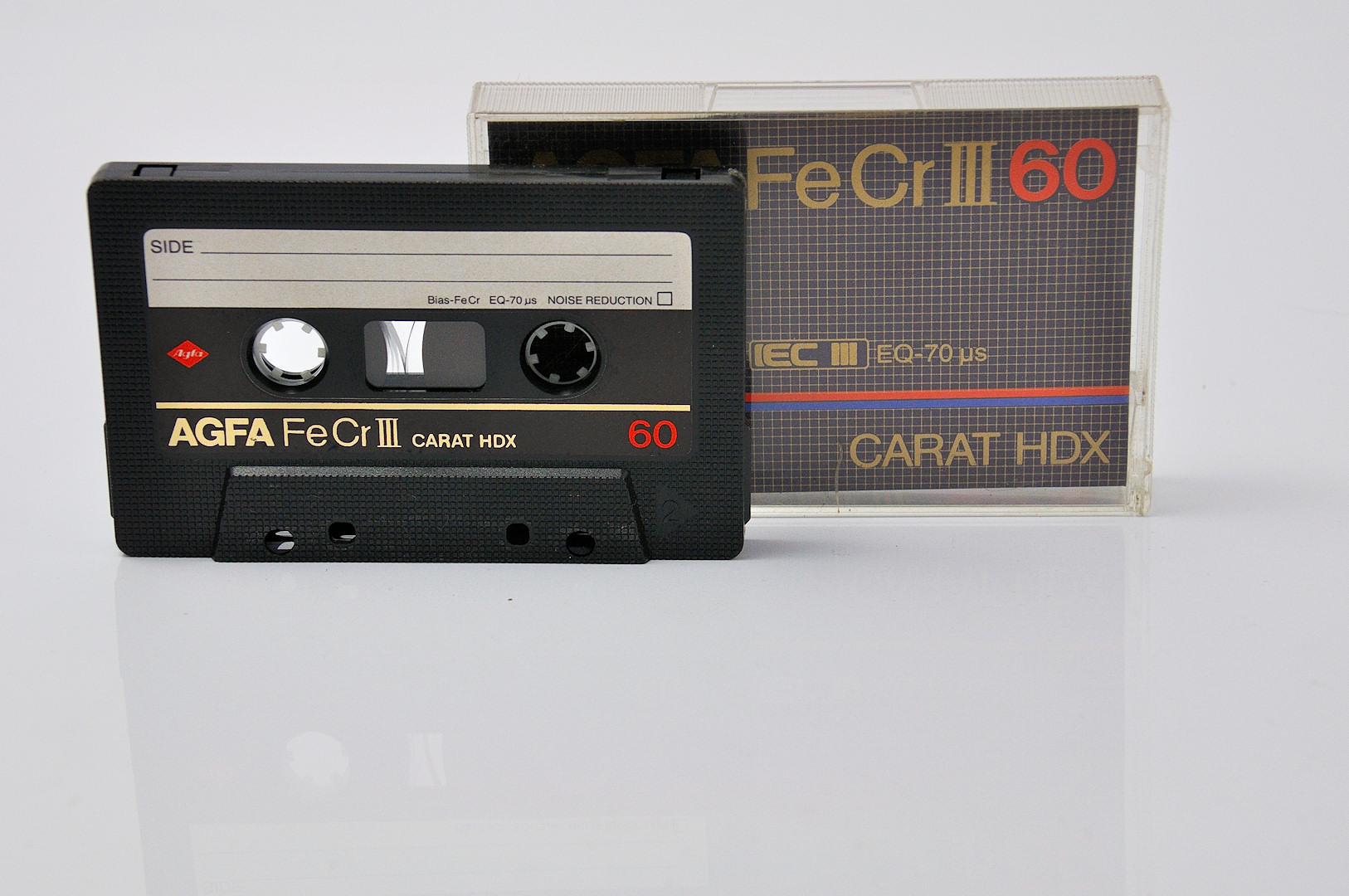
Cassette type IEC III.

Afin d'améliorer les performances, les fabricants ont utilisé diverses formules pour la bande magnétique contenue dans les cassettes. Avec toutefois l'inconvénient de devoir utiliser un magnétocassette adapté à ces nouvelles cassettes. Un véritable bond dans les performances s'est effectué, au début des années 1970, avec la cassette au dioxyde de chrome (CrO2)  cette nouvelle cassette exigeant un appareil pourvu d'une position spéciale « Chrome ». Les choses se sont compliquées avec l'apparition de cassettes double couche (oxyde de fer plus dioxyde de chrome), dites « ferrichrome », puis au début des années 1980 avec l'introduction de la cassette métal. Pour remédier à une évidente complexité d'utilisation, une normalisation IEC a été adoptée : chaque modèle de cassette devait se classer dans un des quatre types existants.
- Type I : cassettes dites « normales », moyenne linéaire 20 Hz-18 kHz (max 10 Hz-21 kHz).
- Type II : cassettes dites « chrome », moyenne linéaire 20 Hz-19 kHz (max 10 Hz-23 kHz).
- Type III : cassettes dites « ferrichrome », moyenne linéaire 20 Hz-19 kHz (max 10 Hz-23 kHz).
- Type IV : cassettes dites « métal », moyenne linéaire 20 Hz-20 kHz (max 10 Hz-30 kHz)[8],[9],[10].

Les magnétocassettes ont d'abord été équipés de quatre touches correspondant aux quatre types de cassette puis un codage mécanique par encoches au dos de la cassette a été adopté : les appareils disposant de ce système adoptaient automatiquement les réglages adaptés à la cassette introduite dans leur mécanisme.
Dans la pratique, les cassettes type I et II ont constitué l'essentiel du marché. En effet, les cassettes de type III n'ont pas rencontré beaucoup de succès et peu de marques en ont commercialisé. Les cassettes les plus performantes, type IV, étaient onéreuses et trouvaient surtout un intérêt pour la prise de son.

## Longueurs et durées
La cassette a été disponible en une grande variété de longueurs de bande et donc de durées d'enregistrement ou de lecture. La durée en minutes (à la vitesse standard de 4,75 cm/s) sert à désigner la cassette pour les modèles vierges. Les durées les plus courantes étaient les C60 (30 min par face) et les C90 (45 min par face), mais d'autres ont été disponibles : les C46 et les C120, puis diverses durées, soit très courtes pour les utilisations informatiques ou publicitaires, soit intermédiaires comme les C80 ou C100. Le but était souvent de s'adapter à la durée des albums (vinyles ou CD) afin de pouvoir en enregistrer un par face. Les cassettes C120 (deux heures) utilisaient une bande magnétique très fine et ont eu mauvaise réputation : elles exigeaient une mécanique au fonctionnement parfait (donc généralement onéreuse) sinon elles se froissaient et devenaient inutilisables.
La marque TDK a commercialisé des cassettes de 180 min (deux fois 90 min), des D180 extrêmement fragiles.
Les cassettes utilisées pour l'édition musicale (musicassettes) étaient naturellement de longueur variable, en fonction des enregistrements qu'elles contenaient.

## Vitesses de défilement
La vitesse de défilement standard de la bande magnétique est de 4,762 5 cm/s, limitant ainsi la qualité sonore, surtout dans les hautes fréquences. Pour réduire le souffle et augmenter la dynamique audio, beaucoup d'enregistreurs à cassette sont équipés d'un système de réduction de bruit de fond, en général du type Dolby NR B ou C.
Il a toutefois existé de petits magnétophones quatre voire huit pistes utilisant la minicassette pour réaliser des maquettes, dans lesquels la bande défilait deux fois plus vite, à 9,5 cm/s (pour améliorer la dynamique et la bande passante). Le plus célèbre, utilisé dans les années 1970 à 1990 par les groupes à petit budget, était le Portastudio de Tascam-TEAC. Des platines cassette haute fidélité utilisant cette même vitesse ont aussi été mises, assez brièvement, sur le marché.
Cette vitesse de défilement doublée, en plus de n'être compatible qu'avec un nombre très restreint d'appareils, réduisait aussi par deux la durée de la cassette, par exemple à un maximum de 22 min 30 pour une cassette de 2 × 45 min. Ces appareils utilisant toute la largeur de la bande afin de répartir les quatre pistes (ou six, ou huit selon les modèles), la cassette ne pouvait être utilisée que sur une seule « face ».
Il a également existé des magnétocassettes disposant d'une vitesse de défilement réduite de moitié (2,38 cm/s) permettant une très longue durée d'enregistrement ou de lecture. Comme pour les modèles à 9,5 cm/s, l'absence de compatibilité avec la plupart des appareils existants a amené leur disparition rapide.

## Autres utilisations

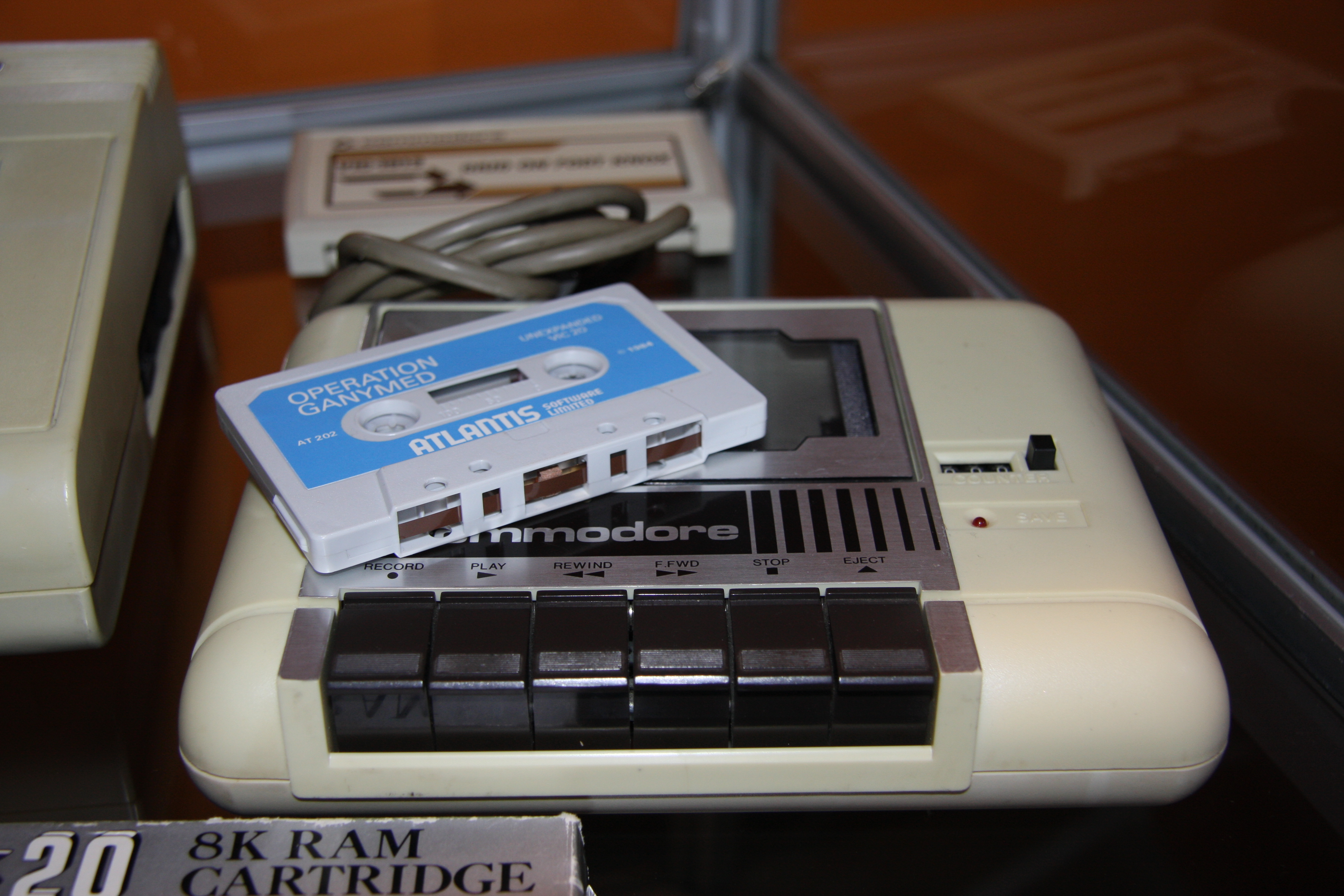
Compact Cassette, où est enregistré un programme informatique pour le microordinateur VIC-20 de Commodore, présentée ici avec son lecteur spécifique.

La cassette a été utilisée comme moyen de stockage informatique sur les premiers ordinateurs personnels. L'enregistrement se faisait de manière analogique (les signaux numériques étaient transformés en modulation sonore) et la restitution était peu fiable. Aucune correction d'erreur n'était possible et le volume de données enregistrées très réduit. Ce support a vite été abandonné au profit de la disquette lorsque les prix sont devenus plus abordables pour le grand public. Le dernier ordinateur utilisant les cassettes fut le CPC 464+ d'Amstrad en 1990.
Un lecteur de cassette peut aussi servir d'adaptateur pour connecter d'autres sources sonores. En effet, il existe des câbles munis d'une fausse cassette audio à l'extrémité et une prise jack à l'autre afin de pouvoir passer les sons de son lecteur MP3 via le lecteur cassette à l'aide de sa tête de lecture captant les informations converties.

## Autres formats dérivés de la cassette
Dans le but d'améliorer la qualité sonore (dynamique et bande passante) et de conserver une durée d'écoute suffisante, Sony a développé le format Elcaset. Commercialisé en 1976, c'était une cassette de grande taille où la bande tournait à 9,5 cm/s. Sony espérait ainsi combiner la qualité des enregistreurs à bande utilisant des bobines encombrantes et un format de taille réduite (quoique plus grand que la cassette standard) facilement manipulable (sans la difficulté de monter une bobine et de faire passer manuellement la bande près des têtes).
Malgré sa qualité supérieure, le format Elcaset fut un échec commercial total. Le prix supérieur des enregistreurs et des Elcasets, que peu de fabricants commercialisaient, et la taille trop encombrante pour le grand public ont fait que seuls quelques audiophiles s'en sont équipés. Le fait que le format Elcaset soit trop grand pour les appareils portables et les autoradios a aussi joué en sa défaveur. De plus, la qualité de la cassette audio standard avait progressé avec l'adoption des bandes au dioxyde de chrome et les réducteurs de bruit de fond, et était devenue suffisante pour beaucoup de personnes.
Le système Elcaset a été abandonné en 1980 et les derniers équipements vendus en Finlande.

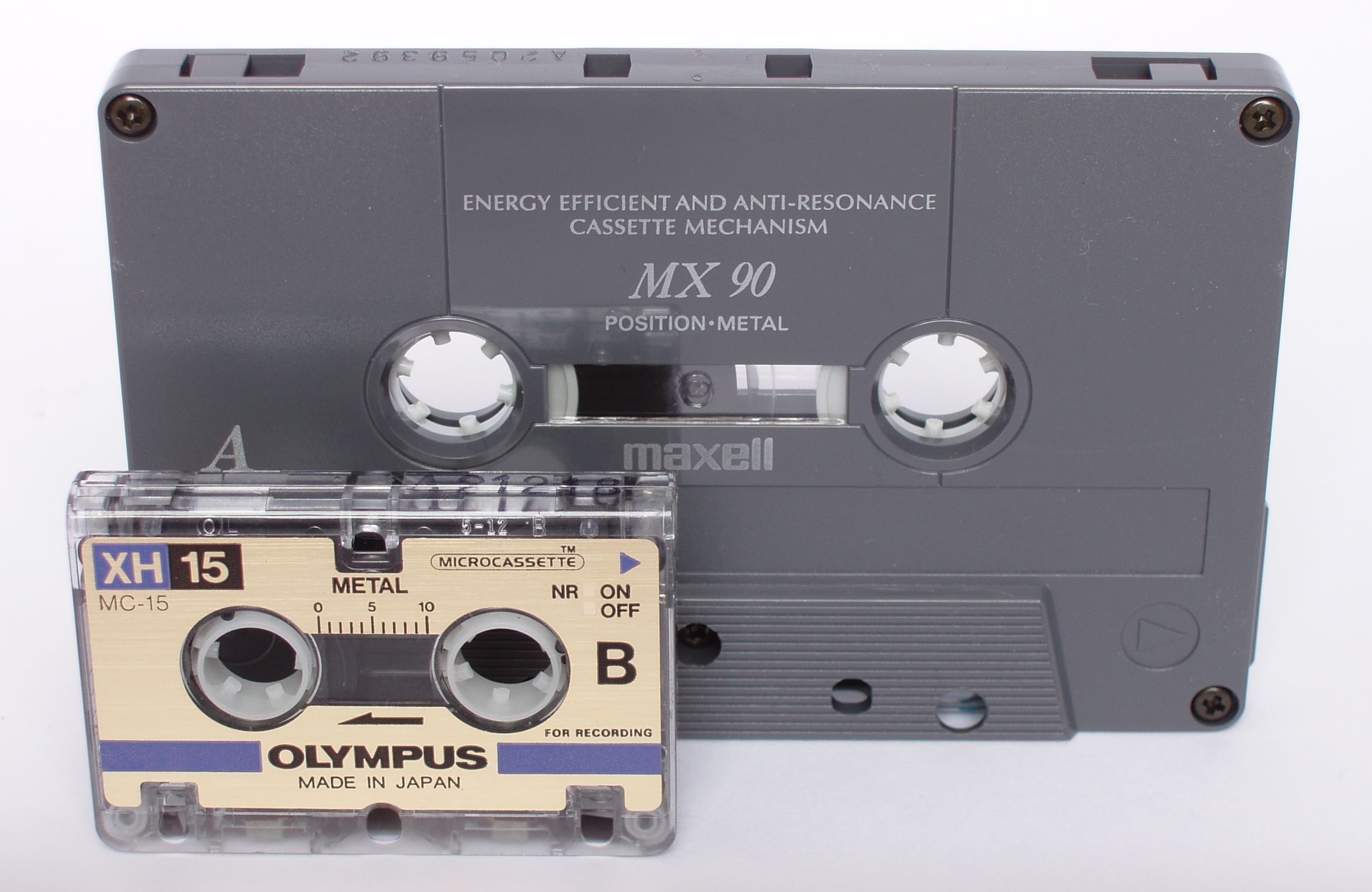
Comparaison d'une microcassette à une cassette audio classique.

En sens inverse, Philips a commercialisé en 1967 la mini-cassette pour les appareils de dictée. De conception simple, le lecteur-enregistreur ne pouvait pas assurer un défilement régulier de la bande, la vitesse fluctuant à environ 2,4 cm/s.
Olympus a sorti le format microcassette en 1969, développée également pour les « appareils de dictée » et connu sous le nom de « format Dictaphone ». Les microcassettes ont une qualité sonore trop médiocre pour l'enregistrement musical, mais suffisante pour la voix. Les microcassettes ont également été utilisées pour les répondeurs téléphoniques jusqu'à l'avènement de l'enregistrement numérique sur puces mémoire et ensuite sur serveurs distants (messageries), comme pour les téléphones mobiles.
La société Dictaphone a développé avec JVC, en 1985, un format encore plus réduit : la picocassette, spécialement conçue pour des systèmes de dictée extrêmement compacts. La bande a 2 mm de largeur et défile à 0,9 cm/s. La picocassette ne pesait que 3 g et pouvait contenir 60 min de parole. Ce système était très cher : entre 395 et 550 $ pour l'appareil et 20 $ pour un ensemble de trois picocassettes.
De ces trois formats spécialement conçus pour l'enregistrement de la voix, le format microcassette d'Olympus est celui qui a eu le plus de succès. Il reste courant actuellement malgré l'avancée du numérique.
En 1992, Philips, avec Matsushita, a essayé de reproduire le succès commercial de la cassette en sortant la cassette compacte digitale ou DCC. Cette cassette digitale était du même format que l'ancienne musicassette, les appareils DCC étant capables de lire les cassettes analogiques. Leur qualité de son s'avérait assez moyenne du fait d'un mode de compression dénommé PASC, basé sur le MPEG1 qui était déjà bien dépassé par l'ATRAC, compression utilisée pour le MiniDisc de Sony, qui lui, a rencontré un bon succès du fait de sa qualité et de son format réduit, très pratique à utiliser.
Le DCC n'a pas connu de succès commercial, le grand public s'orientant de plus en plus vers les disques compacts enregistrables (CD-R et CD-RW) et les professionnels étant déjà majoritairement équipés de lecteurs-enregistreurs DAT.

## Renaissance
En 2016, National Audio Company (NAC) produit des cassettes audio vierges.
La même année, RecordingTheMasters (RTM) produit de nouvelles cassettes Type I.
En 2019, Mulann Industries, une PME française, se lance dans la production de cassettes audio vierges. L'usine de production, RTM Industries, situé à Avranches est l'une des trois au monde en produisant en 2024.
En 2021, ATR Magnetics et NAC produisent de nouvelles cassettes Type II,.